# Sant'Angelo a Fasanella
Sant'Angelo a Fasanella là một đô thị (comune) thuộc tỉnh Salerno trong vùng Campania của Ý. Sant'Angelo a Fasanella có diện tích 32 km2, dân số là 801 người (thời điểm năm 2005). Đô thị này giáp với Bellosguardo, Corleto Monforte, Ottati, Petina và Roscigno.